# Jordan Veretout
Jordan Marcel Gilbert Veretout (nascut l'1 de març de 1993) és un futbolista professional francès que juga com a migcampista a l'Olympique de Lió i la selecció francesa.
Veretout és un exinternacional juvenil de la selecció francesa, havent representat la seva nacionalitat regularment a nivell sub-18, sub-19, sub-20 i sub-21. El 2013 va guanyar la Copa del Món sub-20 de la FIFA. El 2021 va guanyar la Lliga de Nacions de la UEFA, entrant com a suplent a la final.

## Primers anys
Veretout va néixer a Ancenis, Loire-Atlantique.

## Carrera de club

### Nantes
Veretout va debutar amb el primer equip del club francès Nantes el 13 de maig de 2011 en un partit de lliga contra el Sedan. Va debutar com a titular la temporada següent en el primer partit de l'equip de la campanya; una victòria per 1-0 a la pròrroga contra el Reims a la Coupe de la Ligue. Veretout va jugar 146 partits amb el Nantes en cinc anys.

### Aston Villa
El 31 de juliol de 2015, Veretout va fitxar pel club de la Premier League, Aston Villa, amb seu a Birmingham, amb un contracte de cinc anys per una tarifa no revelada, que es creu que ronda els 7 milions de lliures. L'entrenador Tim Sherwood va elogiar el jugador, dient: "Sé que Veretout està molt ben valorat a França". Veretout va debutar amb l'Aston Villa en una victòria per 1-0 contra l'AFC Bournemouth el 8 d'agost.

#### Préstec al Saint-Étienne
El 23 d'agost de 2016, Veretout va fitxar per l'AS Saint-Étienne cedit durant un any sense opció de compra d'l'Aston Villa.

### Fiorentina
El 25 de juliol de 2017, Veretout va fitxar per la Fiorentina, on va signar un contracte de quatre anys amb l'opció d'un cinquè any. La tarifa de transferència pagada a l'Aston Villa va ser de 7 milions d'euros.

### Roma
El 20 de juliol de 2019, Veretout va fitxar per la Roma en qualitat de cedit amb l'obligació de compra. L'1 de juliol de 2020, Veretout es va incorporar de manera permanent per una tarifa inicial de 16 milions d'euros, que podria augmentar fins a 18 milions d'euros. Va signar un contracte de quatre anys.
El 28 de febrer de 2021, Veretout va marcar el seu desè gol a la Sèrie A de la temporada 2020-21, en un partit contra l'AC Milan. Veretout es va convertir en el primer migcampista francès a assolir aquesta fita des de Michel Platini amb la Juventus la temporada 1985-86.

### Marsella
El 5 d'agost de 2022, Veretout va signar per l'Marsella de la Ligue 1 amb un contracte de tres anys amb una opció per un any més. El Marsella va pagar una taxa de transferència d'uns 11 milions d'euros. Va marcar un penal important per donar al seu equip una victòria per 3-1 contra l'AEK Atenes grec a la fase de grups de l'Europa League 2023/24.

### Lió
El 4 de setembre de 2024, Veretout va signar per l'Lió, també de la Ligue 1, amb un contracte fins al 30 de juny de 2026. El Marsella va rebre una tarifa de transferència de 4 milions d'euros, a més de bonificacions que podrien arribar als 3 milions d'euros i una clàusula de revenda del 25%. El Lió va completar el traspàs fora de les dates habituals del mercat de traspassos gràcies a l'exempció de traspàs "comodí" dins de França.

## Carrera internacional

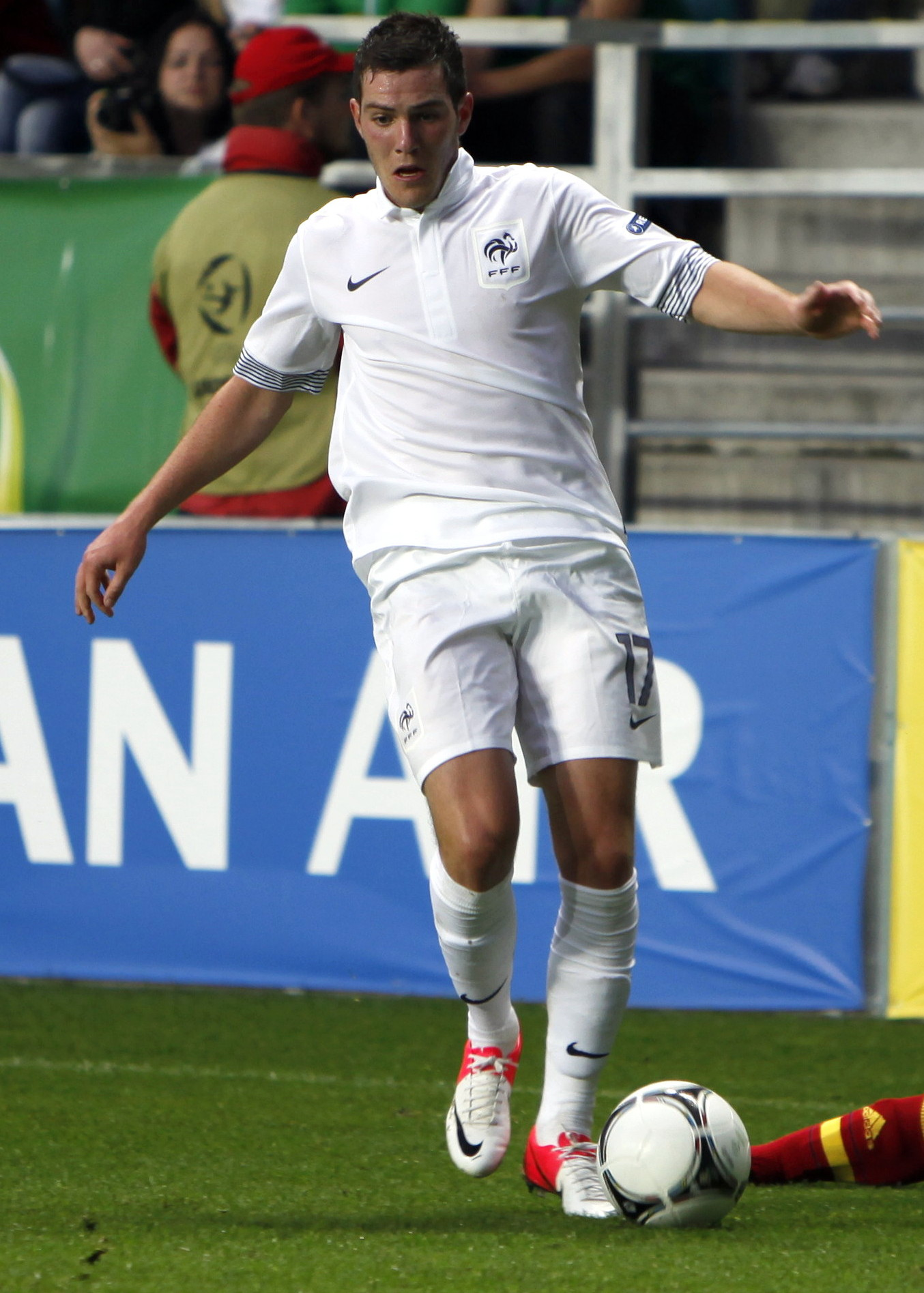
Veretout jugant amb la selecció francesa sub-19 el 2012

Veretout és un exinternacional juvenil de la selecció francesa, havent representat el seu país des del nivell sub-18 fins al sub-21. Veretout va guanyar la Copa del Món Sub-20 de la FIFA 2013 a Turquia, on va ser molt elogiat per les seves actuacions en un migcamp de tres que també incloïa Geoffrey Kondogbia i Paul Pogba. Veretout va marcar un penal a la final, i França va guanyar el torneig a la tanda de penals.
L'agost de 2021, va rebre la seva primera convocatòria amb la selecció absoluta de França, per als partits de classificació per a la Copa del Món contra Bòsnia i Hercegovina, Ucraïna i Finlàndia. Amb N'Golo Kanté no disponible per lesió, Veretout va debutar en el primer partit, un empat a 1 fora de casa contra Bòsnia i Hercegovina l'1 de setembre. El 10 d'octubre de 2021 va jugar com a suplent, entrant al temps afegit de la segona part, a la final de la Lliga de Nacions de la UEFA 2021 que França va guanyar contra Espanya per 1-2.
Veretout va ser membre de la selecció final de 26 jugadors per a la Copa del Món de la FIFA 2022, i va fer una aparició, en l'últim partit de la fase de grups contra Tunísia.

## Palmarès
Nantes
- Lliga 2: 2012–13[cal citació]

Roma
- Lliga de Conferència Europa de la UEFA: 2021–22[27]

França sub-20
- Copa del Món sub-20 de la FIFA: 2013[cal citació]

França
- Lliga de Nacions de la UEFA: 2020–21[28]
- Subcampió de la Copa del Món de la FIFA: 2022[29]